# Scombrops boops
Scombrops boops är en fiskart som först beskrevs av Houttuyn 1782.  Scombrops boops ingår i släktet Scombrops och familjen Scombropidae. Inga underarter finns listade i Catalogue of Life.